# تصحیح و تعلیق شرح اشارات
کتاب الاشارات و التنبیهات تصنیف حسین بن عبدالله ابن سینا معروف به شیخ الرئیس یکی از متون فشرده منطقی و فلسفی است. مباحث منطقی این کتاب در ده منهج و مباحث فلسفی آن در ده نمط مرتب گردیده است و از آن رو که کتاب یاد شده براساس ایجاز و اختصار تصنیف شده‌است. 
بسیاری از شارحان و محققان بر آن شدند که مقاصد و مطالب آن را تشریح کنند. ابوجعفر محمد بن محمد بن حسن طوسی یکی از آنهاست. این شرح در حوزه‌های علوم عقلی و اسلامی مورد تدریس و تدریس است. حسن حسن زاده آملی علاوه بر اینکه بسیاری از نمط‌های آن را «نمطهای ۳، ۸، ۹ و ۱۰» مکرر و به‌طور مستقل و جداگانه تدریس کرده، به تدریس چهار دوره کامل آن « قسمت فلسفه » اشتغال داشته‌است. وی در طول سالیانی که مشغول تدریس کتاب بوده، علاوه بر تصحیح، تعلیقه‌ها و حواشی بسیاری را که خود به منزله شرح است بر آن نگاشت‌است. شرح اشارات مصحح به تصحیح وی همراه با تعلیقه‌های یاد شده هم‌اکنون چاپ نشده‌است.